# Rietschen
Rietschen (alt sòrab: Rěčicy) és un municipi alemany que pertany a l'estat de Saxònia. Es troba a uns 10 km al nord-oest de la ciutat de Niesky; la meitat dels boscos i el paisatge de l'estany formen part de la Reserva de la Biosfera de Lusàcia.

## Districtes
Altliebel (Stary Lubolń), Daubitz (Dubc), Feldhäuser, Hammerstadt (Hamoršć), Heidehäuser, Neu-Daubitz, Neuhammer, Neuliebel (Nowy Lubolń), Nieder Prauske, Rietschen (Rěčicy), Teicha (Hatk) i Walddorf.

## Personatges il·lustres
- Joachim Nowotny